# Akdalima jamaicana
Akdalima jamaicana is een hooiwagen uit de familie Samoidae. De wetenschappelijke naam van Akdalima jamaicana gaat terug op V. Silhavý.